# Ricky Gervais
Ricky Dene Gervais (* 25. června 1961) je britský herec, komik, režisér, producent, hudebník, spisovatel a bývalý moderátor v rádiu.
Gervais se šířeji proslavil se svým televizním seriálem The Office (Kancl) a následujícím seriálem Extras (Komparz). Oba napsal a režíroval společně se Stephenem Merchantem. Kromě toho, že seriály napsal a režíroval, zahrál si Gervais také hlavní roli Davida Brenta v Kanclu a Andyho Millmana v Komparzu. Hrál také v hollywoodských filmech Ghost Town (Město duchů) a The Invention of Lying (Umění lhát.) Vystoupil také se čtyřmi stand-up turné, napsal bestsellerovou knižní řadu Flanimals a spolu s Merchantem a Karlem Pilkingtonem vystupoval v nejstahovanějším podcastu na světě (k březnu 2009), The Ricky Gervais Show.
Gervais získal sedm cen BAFTA, pět British Comedy Awards, tři Zlaté glóby, dvě ceny Emmy a v roce 2006 nominace na „Rose d'Or“ a „Screen Actors Guild Award“.
V roce 2007 byl na TV stanici Channel 4 zvolen 11. v žebříčku „100 největších stand-up komiků“ a při aktualizaci v roce 2010 se umístil na 3. místě. V roce 2010 se objevil v seznamu „100 nejvlivnějších osobností světa“ časopisu TIME.
V roce 2010 se Gervais stal prvním Britem po 14 letech, který uváděl udělování Zlatých glóbů. Zopakoval si to v letech 2011, 2012, 2016 a 2020.

## Mládí
Gervais se spolu se sourozenci Larrym (* 1945), Marshou (* 1948) a Bobem (* 1950), narodil a vyrostl ve Whitley, Berkshire. Jeho otec, Lawrence Raymond "Jerry" Gervais (1919–2002), ontarijský francouzský Kanaďan, emigroval během zahraniční služby za 2. světové války z Londýna (Ontario, Kanada) a pracoval jako dělník. Jerry Gervais se s Evou Sophií Houseovou (1925–2000), která byla Angličankou, seznámil během válečného blackoutu a spolu se usadili ve Whitley. Zemřela v roce 2000, ve věku 74 let na rakovinu plic.
Během londýnské Xfm show The Ricky Gervais Show, i v dalších novinových rozhovorech s The Independentem uvedl, že se domnívá, že jeho narození bylo neplánované, na základě rozdílu mezi ním jeho nejstarším sourozencem. V jednom rozhovoru pro The Independent říká Gervais autorovi, že to přiznala i jeho matka. Prohlásil, že jeho otec byl "opilý, když vyplňoval rodný list", což vedlo k neobvyklému znění jeho prostředního jména. Gervais prohlásil, že jeho výchova a dětství byly klidné a bez traumat, s vysokým stupněm upřímnosti a otevřenosti mezi členy rodiny. Uvádí, že jeho rodina, podobně jako Waltonovi, si ze sebe navzájem dělali pravidelně srandu.
Gervais navštěvoval základní školu Whitley Park Infants and Junior Schools a střední vzdělání pak získal v Ashmead Comprehensive School a pak v roce 1979 pokračoval na University College London. Začal studovat biologii, ale už po dvou týdnech přestoupil na filozofii, kde získal titul. Během tamních studií se seznámil s Jane Fallonovou, se kterou je ve vztahu od roku 1982.

## Televize

### The Office(Kancl)
V srpnu 1999 musel Stephen Merchant, který se zúčastnil produkčního kurzu BBC, vytvořit vlastní krátký film. Zvolil téma dokumentární mýdlové parodie, odehrávající se v kanceláři. Tento skeč se později stal základem páté epizody první série seriálu The Office. S pomocí Ashe Atalla se Merchantovi podařilo na festivalu Edinburgh Fringe předat nahrávku vedoucímu oddělení zábavy BBC (Head of Entertainment), Paulu Jacksonovi, který ji dále předal Jonovi Plowmanovi, vedoucímu oddělení komedie (Head of Comedy), který nakonec objednal u Merchanta s Gervaisem scénář na celou pilotní epizodu.
První šestidílná série The Office se ve Velké Británii vysílala v červenci a srpnu 2001, za minimálního ocenění či povšimnutí. Šuškanda, opakování a vydání DVD napomohly k publicitě, která dala věci do pohybu a vytvořila velká očekávání ohledně druhé série, sestávající rovněž ze šesti dílů, vysílaných v září 2002. Druhá série se na BBC Two dostala mezi nejlépe hodnocené a v prosinci 2003 se na dvě poslední speciálové epizody přesunula na BBC One.
The Office byl od té doby přetočen pro obecenstvo ve Švédsku (Kontoret), Francii (Le Bureau), Německu (Stromberg), Kanadě/Quebecku (La Job), Brazílii (Os Aspones) a Spojených státech (The Office). Gervais a Merchant jsou producenty americké verze a také spolupracovali na epizodě The Convict ze třetí série. Původní britská verze je v současnosti vysílána každý pátek na kanálu Adult Swim a každá epizoda je uvedena Gervaisovým komentářem. V jednom z těchto úvodů označil Gervais epizodu Training za svou nejoblíbenější.

### Extras(Komparz)
Extras byl poprvé uveden na BBC 21. července 2005, premiéra na HBO ve Spojených státech proběhla v září 2005. Sitcom napsali a režírovali Ricky Gervais se Stephenem Merchantem a bylo uvedeno dvanáct epizod, ve kterých si Gervais zahrál hlavní roli komparzisty Andyho Millmana. Millman je si více vědom svých kvalit a je záměrněji vtipný v porovnání s postavou Davida Brenta z Kanclu.
Hostující hlavní role v první sérii Extras si zahráli Ross Kemp, Les Dennis, Patrick Stewart, Vinnie Jones, Samuel L. Jackson, Ben Stiller, Kate Winslet a Francesca Martinez. Druhá série začala v Británii 14. září 2006 a objevili se v ní Daniel Radcliffe, Diana Rigg, Orlando Bloom, Sir Ian McKellen, Chris Martin, Keith Chegwin, Robert Lindsay, Warwick Davis, Ronnie Corbett, Stephen Fry, Richard Briers, Patricia Potter, Sophia Mylesová, Moira Stuart, David Bowie, Kate Winslet, Robert De Niro a Jonathan Ross.

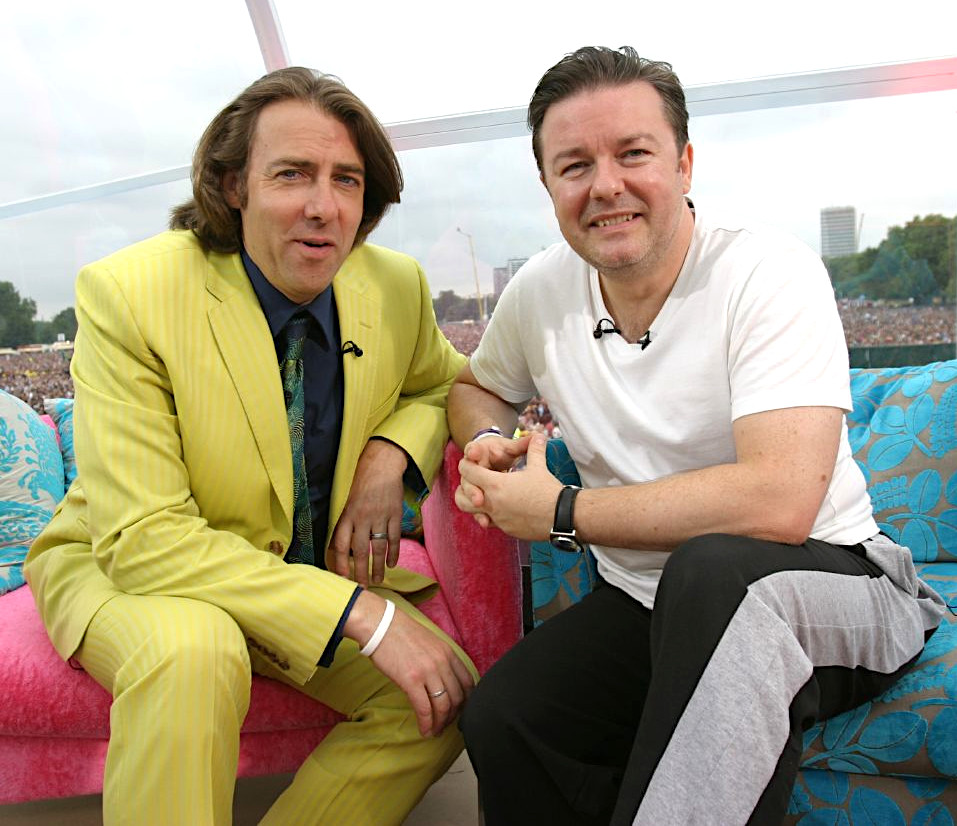
Gervais (vpravo) s Jonathanem Rossem v pořadu Live 8 v červnu 2005

Vánoční speciál Extras byl v Británii vysílán 27. prosince 2007 a hostovali v něm George Michael, Clive Owen, Gordon Ramsay, Jonathan Ross a David Tennant.
Někteří naznačují, že byl Gervais při tvorbě Extras ovlivněn americkými televizními seriály Curb Your Enthusiasm a The Larry Sanders Show, zvláště formátem, kdy celebrity sami sebe zesměšňují nebo podkopávají svou osobní veřejnou stylizaci, a kdy někdo pronese nevhodnou poznámku v přítomnosti příslušníka nějaké menšiny. Gervais dělal ve své show Ricky Gervais Meets… rozhovor jak s Larrym Davidem, tak Garrym Shandlingem, tvůrci těchto show.
Extras byl 14. ledna 2008 oceněn Zlatým globem v kategorii „nejlepší televizní seriál, muzikál nebo komedie“. Gervais také získal cenu Emmy v kategorii „vynikající hlavní herec v komediálním seriálu“.
V únoru 2007 odmítl břichomluvec Keith Harris pozvánku k roli ve druhé sérii Extras. Uvedl, že „Gervais po mě chtěl, abych byl bigotním rasistou… Četl jsem scénář a pomyslel si, tohle není chytře napsáno, je to čistá špína. Odmítl jsem to. Nejsem v zoufalé situaci.“
Když byl Gervais v pořadu Friday Night with Jonathan Ross dotázán na Harrisovo odmítnutí, prohlásil, že to Harrisovi prostě „nedošlo“. Keith Chegwin, který přijal roli nabízenou Harrisovi uvedl, že „lidé, kterým to nedošlo, si pravděpodobně myslí, že Johnny Depp je opravdu pirátem“

### The Ricky Gervais Show(animovaný seriál)
The Ricky Gervais Show (Show Rickyho Gervaise) je animovaná televizní show, která měla premiéru na americké kabelové televizní síti HBO 19. února 2010. V Británii se první série začala vysílat 23. dubna 2010 na stanici Channel 4. Byla vytvořena z původních podcastových nahrávek stejnojmenné show, v hlavních rolích s Gervaisem, Stephenem Merchantem a Karlem Pilkingtonem. Po loajálním a nadšeném přijetí ve Spojených státech, zadala kabelová HBO objednávku na druhou sérii, která se vysílala v roce 2011, a třetí sérii, která se začala vysílat v dubnu 2012.
Původní audio show byla vysílána v listopadu 2001 na radiové stanici Xfm a to týdně po několik měsíců v kuse během let 2002, 2003, 2004 a v polovině roku 2005. V listopadu 2005 ji nabídl internetový server Guardian Unlimited (později přejmenováno na Guardian.co.uk) jako dvanáctidílnou podcastovou seriálovou show. V průběhu ledna a února 2006 se podcast pravidelně umísťoval na první příčce na světě, v roce 2007 se dostal do Guinnessovi knihy rekordů jako nejstahovanější podcast na světě, když dosahoval počtu 621 670 stažení na epizodu během prvního měsíce. V září 2006 uvedla BBC, že podcastová série byla stažena téměř 8 milionkrát.

### Idiot Abroad
Se Stevenem Merchantem začal v roce 2010 produkovat seriál s prvky reality show nazvaný Idiot Abroad (Idiot na cestách). Hlavní roli v něm hraje Karl Pilkington, který cestuje na různá místa světa a doprovází jej televizní štáb. Gervais a Merchant zde vystupují v roli producenta, ale též jakéhosi přítele na telefonu, zadavatele úkolů a cílů, zařizovatele a hybatele děje. Seriál je zcela založen na unikátní osobnosti Pilkingtona a jeho světonázorů a komentářů. Gervais v rozhovorech o tomto seriálu řekl, že není nic legračnějšího než Karl Pilkington ve stresové situaci a seriál popsal jako jednu z nejdražších sérií kanadských žertů, která kdy byla natočena. Idiota na cestách se v následujících letech dočkal dvou pokračování. Tématem první série bylo sedm divů světa, ve druhé dostal Pilkington možnost vybrat si libovolných sedm ze seznamu stovky „míst, která byste měli vidět, než zemřete“. Třetí série se nesla v duchu hedvábné stezky Marca Pola a k Pilkingtonovi přibyl herec malého vzrůstu, Warrick Davis.

## Stand-up
Gervais si vyzkoušel stand-up comedy již koncem 90. let, ale jeho první úspěšná show se odehrála v Cafe Royal jako součást festivalu „Edinburgh Festival Fringe“ v roce 2001. Jmenovala se Rubbernecker a vystoupili v ní také Jimmy Carr, Robin Ince a Stephen Merchant.
Následně Gervais projel v roce 2003 Velkou Británii se svou show Animals (Zvířata). Turné Politics (Politika) následovalo o rok později. Obě tyto show byly natočeny pro vydání na DVD a pro odvysílání v televizi. Třetí část této tematické trilogie, nazvaná Fame (Sláva) přišla v roce 2007. Začala v lednu v Glasgow a skončila v dubnu v Sheffieldu. Lístky na show ve městě Blackpool se podle informací prodaly během 45 minut. Byly přidány další show.

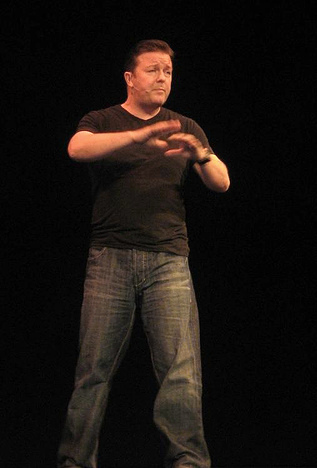
Gervais při vystoupení v roce 2007

Diskusní panel britského pořadu o umění, Newsnight Review, zhlédl show Animals v divadle Bloomsbury a rozebral ji v lednu 2003. Nebyl příznivý, přičemž Ian Hislop, editor magazínu Private Eye, byl v kritice nejpřímější. V reakci na to uzavíral Gervais každou show tím, že označil Hislopa „ugly little pug-faced cunt“ (ošklivá malá píča s mopsím ksichtem). Další reportáže v Newsnight Review byly převážně příznivé, s účastníky diskuse vystupujícími v upoutávkách na druhou sérii Extras (Komparz). Pravidelní diskutující Germaine Greer, Mark Kermode a Mark Lawson si zahráli sami sebe, recenzující When The Whistle Blows, v epizodě seriálu. Kritik Mark Lawson je velkým obdivovatelem Gervaise a Merchanta a často s nimi pořizoval rozhovory pro televizi, rádio Front Row a Edinburgh International Television Festival.
Fame se stalo v lednu 2007 předmětem kontroverze, když Gervais vyprávěl skotskému publiku příběh, údajně o tom, jak lidé udělají cokoliv, aby se stali slavnými. Příběh se týkal otázky, kterou Gervaisovi položil jeden reportér o pět let dříve: co by někdo mohl udělat, aby se stal slavným jako vy? Odpověděl na ní: „Jít ven a zabít prostitutku.“ Pokračoval pointou: „Nebudu tenhle kousek říkat v Ipswichi“, což odkazovalo na tamní případ sériových vražd pěti prostitutek z prosince 2006. Vtip si vysloužil kritiku od otce jedné z obětí, Tanii Nicolové: „V téhle době si chtějí udělat srandu z čehokoli. Popravdě si myslím, že se chová necitlivě.“ Gervais se bránil: „Chci, aby lidé věděli, že se to stalo před pěti lety a nemá to nic co dělat s dneškem. To je problém komedie, že vtip, který je dobrý dnes, může být zítra faux pas.“
Gervaisova čtvrtá show měla název Science (Věda) a byla zahájena jedenáctidílným turné v srpnu 2009 ve skotském Glasgow. Show začala s malým uznáním kritiky. Julian Hall, který psal pro The Independent, ocenil show dvěma hvězdičkami z pěti a uvedl, že to byla Gervaisova dosud „nejchabější“ nabídka. DVD Science bylo vydáno 15. listopadu 2010. V listopadu 2009 byl hlavní hvězdou šestého ročníku festivalu New York Comedy Festival v Carnegie Hall, New York.
V roce 2013 začal psát svou pátou stand-up rutinu, která dostala název Humanity (Lidskost). V prosinci 2014 však prohlásil, že byl příliš zaměstnán produkováním dvou filmů.
V květnu 2016 vystoupil v Londýně s malými „zahřívacími“ představeními, spolu s kolegy ze seriálu Derek. Komentoval to slovy: "Konečně budu dělat nějaký stad-up. Poprvé asi po 6 letech, když nepočítáte uvádění cen Zlatý glóbus." S představením Humanity pokračoval v letech 2017 a 2018, a v rámci tour se objevil na SF Scatchfest (Sanfranciský festival komedie), který mu věnoval jeden z večerů, společně s legendou komedie a mentorem Christopherem Guestem.
Jeho následující tour, netflixový speciál Super Nature, byla oznámena koncem roku 2018. S touto show pokračoval v letech 2019 a 2020.

## Ocenění
| Udílení cen                     | Cena |
| ------------------------------- | --- |
| BAFTA Awards                    | - 2007 Nejlepší komediální výkon - 2004 Nejlepší komediální výkon - 2004 Nejlepší situační komedie The Office (UK) (Kancl) - 2003 Nejlepší komediální výkon - 2003 Ocenění za situační komedii The Office (UK) (Kancl) - 2002 Nejlepší komediální výkon - 2002 Ocenění za situační komedii The Office (UK) (Kancl) |
| British Comedy Award            | - 2008 Nejlepší televizní komediální herec - 2004 Autor roku (Ricky Gervais & Stephen Merchant) - 2002 Nejlepší komediální herec - 2002 Nejlepší televizní komedie The Office (UK) (Kancl) - 2001 Nejlepší nová televizní komedie The Office (UK) (Kancl)                                                          |
| Broadcasting Press Guild Awards | - 2003 Autorské ocenění za: The Office (UK) (Kancl) - 2002 Autorské ocenění za: The Office (UK) (Kancl) |
| Emmy Awards                     | - 2007 Vynikající herec v hlavní roli v komediálním seriálu Extras (Komparz) - 2006 Emmy – vynikající komediální seriál The Office (U.S.) (Kancl) |
| Golden Globe                    | - 2008 Nejlepší televizní komedie nebo muzikál Extras (Komparz) - 2003 Nejlepší herec — Muzikál nebo komedie (TV) The Office (UK) (Kancl) - 2003 Nejlepší televizní komedie The Office (UK) (Kancl) |
| Peabody Awards                  | - 2004 Peabody Award The Office (UK) (Kancl) |
| Rose d'Or                       | - 2006 Čestná růže za výjimečný příspěvek celosvětovému zábavnímu průmyslu |
| Královská televizní společnost  | - 2003 Nejlepší komediální výkon za: The Office (UK) (Kancl) |
| Satellite Awards                | - 2008 nejlepší filmový, komediální nebo muzikálový herec Ghost Town (Město duchů) |
| Asociace televizních kritiků    | - 2004 Individuální úspěch v komedii The Office (UK) (Kancl) |
| Writers Guild of America        | - 2007 Nejlepší komediální seriál The Office (U.S.) (Kancl) |
| Shorty Award                    | - 2012 Ocenění za celoživotní přínos |

## Filmografie
| Rok  | Název                                                          | Role                  | Poznámky                                      |
| ---- | -------------------------------------------------------------- | --------------------- | --------------------------------------------- |
| 2001 | Dog Eat Dog                                                    | Bouncer               |                                               |
| 2005 | Valiant                                                        | Bugsy                 | Hlas                                          |
| 2006 | For Your Consideration                                         | Martin Gibb           |                                               |
| 2006 | Night at the Museum (Noc v muzeu)                              | Dr. McPhee            |                                               |
| 2007 | Stardust (Hvězdný prach)                                       | Ferdy the Fence       |                                               |
| 2008 | Ghost Town (Město duchů (film))                                | Dr. Bertram Pincus    | Satellite Award za nejlepšího filmového herce |
| 2009 | Night at the Museum: Battle of the Smithsonian (Noc v muzeu 2) | Dr. McPhee            |                                               |
| 2009 | The Invention of Lying (Umění lhát)                            | Mark Bellison         | Autor, režisér, producent                     |
| 2010 | Cemetery Junction                                              | Len Taylor            | Autor, režisér, výkonný producent             |
| 2011 | Spy Kids: All the Time in the World (Spy Kids 4D: Stroj času)  | Argonaut              | Hlas                                          |
| 2011 | The Muppets (Mupeti)                                           | Sám sebe              | Cameo Scéna vystřižená z finální verze        |
| 2012 | The Wind in the Willows                                        | Mole (krtek)          | Hlas                                          |
| 2013 | The Unbelievers                                                | Sám sebe              | Dokument                                      |
| 2013 | Escape from Planet Earth                                       | Mr. James Bing (hlas) |                                               |
| 2014 | Muppets Most Wanted                                            | Dominic Badguy        |                                               |
| 2014 | Night at the Museum: Secret of the Tomb                        | Dr. McPhee            |                                               |
| 2015 | The Little Prince (2015 film)                                  | Domýšlivý muž (hlas)  |                                               |
| 2016 | Special Correspondents                                         | Ian Finch             | Také režisér, scénář                          |
| 2016 | Life on the Road                                               | David Brent           | Filmoval; také režisér, scénář                |
| 2020 | The Willoughbys                                                | The Cat (hlas)        | Také producent a vypravěč                     |
| 2021 | Blazing Samurai                                                | Ika Chu (hlas)        |                                               |